# Apronal
Az apronal (INN) nyugtató és altató hatású gyógyszer. Már nem alkalmazzák, mert károsítja a vérlemezkéket, mely trombózishoz és bevérzésekhez vezethet.

## Fizikai/kémiai tulajdonságok
Színtelen vagy fehér színű kristályos por. Hideg vízben 1:3000, forró vízben 1:210, etanolban 1:10, kloroformban 1:45, éterben 1:75 arányban oldódik.
Hevítve bomlik, és mérgező nitrózusgázok szabadulnak fel.

## Adagolás
A napi adag 250–750 g.

## Készítmények
A nemzetközi gyógyszerkereskedelemben:
- Isodormid
- Sedormid

Magyarországon nincs forgalomban.
Apronal néven néha acetaminofen-tartalmú szereket forgalmaznak, bár a két hatóanyag teljesen különböző.